# 랴오추윈
랴오추윈(중국어 간체자: 廖秋云, 정체자: 廖秋雲, 병음: Liào Qiūyún, 한자음: 요추운, 1995년 7월 13일~)은 중화인민공화국의 역도 선수이다. 2020년 하계 올림픽과 2024년 하계 올림픽에서 여자 페더급 금메달을 획득했으며, 세계 선수권 대회에서 금메달 1개를 획득했다.